# 中使
中使是中國古代皇帝自皇宮中派出的使者，多由宦官擔任。宦官以使者身份居書記機要之位，皇宫的文書詔令都要通過宦官的秘書系統，也因此常成為宦官專權的途徑。
中使在唐朝始具規模，朝廷依靠宦官管理各藩鎮，設監軍宦官監視節度使。後梁朱溫曾下詔殺盡各鎮監軍宦官，然而十國前身的各藩鎮拒絕聽命。至明朝，中使遂接管皇帝對內外的命令發佈系統，成為皇帝與內閣溝通的橋樑。

## 例子
- 司馬遷遭受宮刑出獄後，就擔任中書令一職。晉朝以後中書省官員始由非宦官充任。
- 魏忠賢在明熹宗即為後，升為司禮監秉筆太監，掌管宮內事務與皇帝文書等。

## 中使職官
- 黃門
- 中常侍
- 宣徽使
- 樞密使
- 司禮監
- 秉筆太監